# 茸本朗
茸本 朗（たけもと あきら、1985年〈昭和60年〉8月4日 - ）は、日本のYouTuber、タレント、エッセイスト、漫画原作者。以前は出版社勤めの編集者であったが、2022年現在ペンネーム「茸本朗」名義ではフリーランスで活動しながら、本名（非公開ながら読みは「わきもと」であると公開済み）で釣りメディアへの執筆を続けている。岡山県生まれ、東京都および福岡県福岡市育ち。
野生の食材（山野草を主とする野生の植物・菌類・その他の動物）を採集して調理することに特化した在野の研究者として活動しており、その営みを野食（やしょく）と定義した上で「野食ハンター」「野食家」を自称している。

## 来歴
父親が転勤族であったため、幼少期を国内のいくつかの地域で過ごしている。
物心ついた頃、親から買い与えられたキノコ図鑑を読んで「食べられる生き物」に興味を持ち始め、それ以来図鑑類を愛読書とする。
10歳のときに家族で東京から福岡市へ転居し、徒歩で海と川、自転車があれば山にも行ける自然豊かな環境で暮らし始める。11歳（小学校5年生）のとき、福岡で釣りに夢中になった茸本は、自宅の近くの川で釣ったハゼを自分でさばいて母に天ぷらを作ってもらった。後日、本気で釣ってみようと思って100匹ほど釣って帰宅し、また母に調理してもらおうとしたところ、「自分でやりなさい」と叱られてしまい、父が柳刃包丁と出刃包丁（2本とも今でも愛用）を買い与えてくれた。それ以来、自分で採集した野生食材を料理して食べるようになったのが、今となっては大きな転機であったと振り返る。植物では、これも自宅近くの河川敷に生えていたヤブカンゾウを図鑑で調べてみると「食べられる」と書いてあったので、早速採集して母に調理してもらったのだという。
高校1年生になると、親の許しを得たうえでキノコ狩りをするようになったが、高校2年生の時、ポルチーニ（ヤマドリタケ）と間違えて採ってしまった毒キノコを料理し、口に入れて噛んだ瞬間、強い苦みを感じてすぐに吐き出してうがいをしたものの、嘔吐を伴う食中毒に見舞われた。この時はどこかで自然を甘く見ていた自分を大いに反省したという。
早稲田大学教育学部を卒業後、ワインの輸入商社に就職し、チーズの輸入担当者として勤務する。その後、出版社に転職し、図鑑の編集者になる。
2011年（平成23年）3月、Twitterアカウントを取得して『茸本 朗』を開設する。
2012年（平成24年）4月6日にブログ『野食ハンマープライス』を開設し、ブロガーとして活動を開始する。当時26歳。
2016年（平成28年）6月6日、星海社のウェブサイト『ジセダイ』上で連載を始めるエッセイ「野食のススメ 東京自給自足生活」の初取材を東京湾の干潟や横浜市の某ベッドタウンなどで行う。同年7月6日、連載を開始。当時の肩書きは、川崎市在住で東京都内に通勤する30代のサラリーマン編集者であった。2017年（平成29年）9月23日、前述のエッセイを初の単著として纏めた『野食のススメ─東京自給自足生活』を星海社より刊行する。同年9月22日、エッセイ「野食のススメ 東京自給自足生活」が最終回（第12回）を迎える。
2020年（令和2年）12月24日、YouTubeチャンネル『野食ハンター茸本朗（たけもとあきら）ch』を開設し、同日、最初の配信動画「【majiでKOI釣る5秒前】恋するクリスマスを鯉で殴りつけてみたスペシャル」を投稿した。当時35歳。
2022年（令和4年）3月、YouTubeチャンネルのチャンネル登録者数が8万人突破。同年？月には10万人を超え、シルバークリエイターアワード（銀の盾）を獲得した。

## 人物・エピソード
- 結婚はしていないが、同棲している女性がおり[19][20]、新型コロナウイルスワクチンの副反応が出た時には「彼女に助けられた」との旨の投稿をTwitterで行っている。
- 埼玉西武ライオンズのファンで、定期開催される野食イベントにはライオンズのユニフォームを着用することも多い。
- 野食家として様々なものを口にするが、保存状態の悪い鯨肉やイルカの脂肪など、海獣の香りが苦手[21][22][23][24][25]。
- 狩猟免許を持っていないため、狩猟鳥獣を扱う動画の採集パートにはシーキチン、Koo、6-10（ムート）など親交のあるハンターが登場する。

## 出演

### テレビ番組
- 相席食堂（ABC、2019年4月9日）[26]
- とりしらベイビー（NHKラジオ第1放送、2020年1月31日）- 出演者は小籔千豊（聞き手）と茸本朗（語り手）。[27]
- 日曜アートサロン 和錆（エフエム東京、2020年2月2日）[4]
- ABEMA Prime（インターネットテレビ局ABEMA、AbemaNews、2022年8月12日）[28]
- 日本シン人種図鑑（テレビ東京・BSテレ東、2022年11月2日）[29]

### イベント
- 夏だ！ビールだ！昆虫だ！ 一番ウマい昆虫のから揚げ（とビール）決定戦（ロフト9、2023年7月27日）[30]
- 野食ハンター茸本朗トークライブ「野食事変」（梅田Lateral、2024年7月25日）[31]
- 夏だ！ビールだ！昆虫だ！2ndこの昆虫おつまみがスゴい 2024 ～つまみは炙った虫でいい～（ロフト9、2024年8月8日）[32]
- 野野野（ややや）！？ハンターの好奇な世界（博多阪急、2025年1月29日 - 2月4日）[33]
- 野食 de 闇鍋会 in 渋谷（ロフト9、2025年3月4日）[34]

## 著書

### エッセイ
- 『野食のススメ─東京自給自足生活』星海社〈星海社新書 114〉、2017年9月23日。ISBN 4-06-510402-5、ISBN 978-4-06-510402-6、OCLC 1022205323 。
- 『野食ハンターの七転八倒日記』平凡社、2019年11月13日。ISBN 4-582-63224-6、ISBN 978-4-582-63224-8、OCLC 1132273809 。
  - 補足情報：「cakesの人気連載、茸本朗さんの『野食ハンターの七転八倒日記』が書籍化され、平凡社より発売されました！」『グルメプレス』2019年11月15日。2022年9月26日閲覧。

### 漫画原作
『僕は君を太らせたい! （全4巻）』（漫画：横山ひろと）小学館サービスビッグコミックスペリオールにて2018年～2020年に連載
- 『僕は君を太らせたい! (1) 』ISBN 978-4098601318
- 『僕は君を太らせたい! (2) 』ISBN 978-4098602452
- 『僕は君を太らせたい! (3) 』ISBN 978-4098603855
- 『僕は君を太らせたい! (4) 』ISBN 978-4098604685

### 図鑑
- 『野草・山菜・きのこ図鑑』日本文芸社、2024年8月27日。